# 1550年
| 千纪： | 2千纪 |
| 世纪： | 15世纪 \| 16世纪 \| 17世纪                                                                                 |
| 年代： | 1520年代 \| 1530年代 \| 1540年代 \| 1550年代 \| 1560年代 \| 1570年代 \| 1580年代                           |
| 年份： | 1545年 \| 1546年 \| 1547年 \| 1548年 \| 1549年 \| 1550年 \| 1551年 \| 1552年 \| 1553年 \| 1554年 \| 1555年 |
| 纪年： | 庚戌年（狗年）；明嘉靖二十九年；越南莫朝景曆三年，后黎朝順平二年；日本天文十九年                           |

## 大事记
- 3月14日——日本越後守護上杉定實去世，足利義輝命令長尾景虎代行越後守護，上田長尾氏的當主長尾政景不滿長尾景虎繼位而謀反。
- 4月30日——緬甸東吁王朝君主德彬瑞梯在外出狩獵時被孟族衛士所殺，緬甸宮廷陷入繼承紛爭。
- 8月——蒙古俺答汗帶兵攻破古北口，一度兵臨北京城下，又搶掠附近州縣，史稱庚戌之變。俺答汗同月退兵。兵部尚書丁汝夔、巡撫侍郎楊守謙獲罪被處死。[1]
- 9月——戶石崩，村上義清再次擊敗武田晴信（第一次詳見1548年上田原之戰），但在真田幸隆的計策下，砥石城仍落入武田軍手中。
- 能登國畠山氏的家臣遊佐續光在與溫井總貞的權力鬥爭向能登國外的外部勢力請求支援而轉化成能登天文之內亂，隨著溫井總貞的勝利，遊佐續光向國外逃亡。以後能登國畠山氏的支配權被溫井氏掌握著。
- 葡萄牙船第一次進港平戶。
- 莫斯科公国出兵进攻喀山汗国。

## 出生
- 4月4日——約翰·納皮爾，對數發明者。
- 6月27日——查理九世，法國瓦盧瓦王朝國王。（1574年逝世）
- 9月24日——汤显祖，明代戏剧家

## 逝世
- 3月14日——上杉定實，日本戰國時代的守護大名，越後守護上杉氏當主，上杉房能的養子。
- 4月30日——德彬瑞梯，緬甸東吁王朝君主。
- 5月20日——足利義晴，日本室町幕府第12代征夷大將軍，足利義輝及足利義昭之父。
- 丁汝夔，明朝嘉靖年間政治人物。官至兵部尚書。因庚戌之變被問責斬首。
- 定惠院，甲斐國武田氏當主武田信虎的長女，和武田信玄是同父同母的姐弟，駿河國今川氏當主今川義元的正室。